# Glória Coelho
Glória Maria Menezes de Alencar Coelho (Pedra Azul, 1 de agosto de 1951) é designer e estilista.

## Biografia
Glória Coelho, nasceu em 1 de agosto de 1951,  Pedra Azul, Minas Gerais,  filha  de Elmar Coelho e Yollah Menezes de Alencar Coelho. 
Em 1960, se mudou para São Paulo, fez curso de corte, costura e bordado. Estudou no Colégio Técnico Visual de desenhos de comunicação visual IADE. Começou a criar peças e produzi-las em uma pequena confecção de roupas infantis. No ano de 1970, fez cursinho preparatório no  Anglo Latino para prestar vestibular para arquitetura. Passou a vender suas coleções em lojas da Rua Augusta. Em 1974, fundou a Marca G, inaugurou seu Showroom para o Atacado no Edifício Torremolinos na Rua Hungria.
Participou da Semana de Moda de Lisboa, em Portugal, teve coleções expostas no Museu da Cidade de Lisboa, em 2004. 
Em 2005, apresentou suas coleções no desfile beneficente em Isschot, na Bélgica)
Em 2008, apresentou suas coleções na Semana de Moda Madrid, a coleção apresentada pel estilista foram as mesmas que apresentou no desfile da São Paulo Fashion Week. Fazendo uso de pele de animais e rosto de urso estampado nas roupas fez alusão ao trabalho fotográfico de Diane Arbus. Glória foi a primeira estrangeira convidada do evento, oficialmente chamada de Passarela Cibeles.
Criou coleções e parcerias com as marcas C&A, Kipling, Hotel Unique, Melissa, Dell'ano, Disney e Gol.
Em 2015, a atriz Isis Valverde desfila com sua nova coleção no desfile da São Paulo Fashion Week. A atriz entrou na passarela vestida de noiva, sendo uma das principais atração do desfile.
Em 2018, lançou coleção de cápsula inspirada em personagens de "Os Incríveis 2". As peças foram apresentadas no desfile de grife da São Paulo Fashion Week.
Em 2016, assinou o conceito do Best Western Hotel, Rio de Janeiro, com traço moderno e minimalista.
Em 2020, foi acusada junto ao ex-marido Reinaldo Lourenço de racismo pelas modelos, a estilista foi uma das que se colocaram contra as cotas para modelos negros em desfiles da São Paulo Fashion Week (SPFW). Muitas das modelos choravam após castings, pr serem desmerecidas na frente de todos. A modelo Thayná Santos, foi a primeira a se posicionar "Glória Coelho sempre foi extremamente preconceituosa e não aceitava nem morenas, tinha que ser BRANCAS. Eu morava na casa de modelo em época de FW, eles nem mandavam as mais escuram para o casting dela porque todos já sabiam que ela não queria no casting" e obteve resposta da estilista "Parabéns pelo trabalho que você está fazendo, de amplificar vozes tão importantes. Sinto muitíssimo que você ou qualquer outra menina tenha se sentido desprivilegiada ou sem acesso às mesmas oportunidades dentro da minha marca e do sistema de moda. Reconheço que por muitos séculos a moda privilegiou padrões de beleza eurocentristas, e que eu ou pessoas da minha equipe no passado possamos ter compactuado com isso, ou sido interpretados dessa forma. Estou aqui me comprometendo a ser melhor, a garantir que minha equipe seja melhor. Está nas nossas mãos desmantelar o racismo sistêmico...".
Em 2022, a estilista criou peça exclusiva de casamento da Martina Ritter com o Marcelo Johannpeter Smith.
Confeccionou o vestido (Of White) de Lu Alckmin para a inauguração presidencial da posse do presidente Luiz Inácio Lula da Silva.
Em 2023, junta com Isabella Fiorentino criou 13 peças que transitam facilmente do dia para a noite.

## Vida pessoal
Foi casada com o dono de tecelagem Zé Roberto.
Foi casada com o estilista Reinaldo Lourenço, ambos se conheceram numa festa  com show de Cauby Peixoto, em Presidente Prudente. Trabalharam juntos em São Paulo, se casaram em 1984/1985 e se separaram em 2006. Ambos tiveram um filho chamado Pedro Lourenço (também estilista).

## Prêmios
- 1997: Phytoervas Fashion Awards, considerada a melhor estilista, o prêmio foi entregue pelo Matinas Suzuki Jr., da Folha de S.Paulo,em  1997[22];
- 2009/2010: Prêmio Moda Brasil como melhor esrilista do ano[23];
- 2014:  Prêmio Shell de Teatro, na condição de "Melhor figurino", pelo trabalho no espetáculo Trágica.3, dirigido por Guilherme Leme e estrelados pelas atrizes Letícia Sabatella, Miwa Yanagizawa e Denise Del Vecchio.[24];

## Obras
- Coleção Moda Brasileira, 2017;

## Exposições
- Gloria Coelho – Linha do Tempo, no Museu da Casa Brasileira, 2011;